# 阿维耶尔河畔多梅夫尔
阿维耶尔河畔多梅夫尔（法語：Domèvre-sur-Avière，法語發音：[dɔmɛvʁ syʁ avjɛʁ] ⓘ）是法国大東部大區孚日省的一个市镇，属于埃皮纳勒区。

## 地理
阿维耶尔河畔多梅夫尔（48°12'49"N, 6°22'48"E）面积9.16 平方千米，位于法国大東部大區孚日省，该省份为法国东北部内陆省份，北起默兹省和默尔特-摩泽尔省，西接上马恩省，南至上索恩省和贝尔福地区省，东临上莱茵省和下莱茵省。
与阿维耶尔河畔多梅夫尔接壤的市镇（或旧市镇、城区）包括：于克瑟涅、塔翁莱孚日、马兹莱、日涅、福姆雷、戈尔贝、沙沃洛。

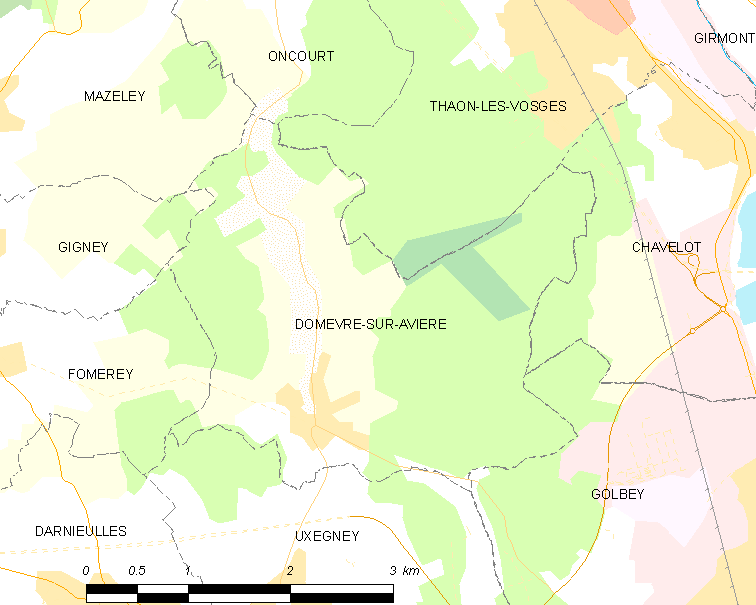
阿维耶尔河畔多梅夫尔的OSM定位图

阿维耶尔河畔多梅夫尔的时区为UTC+01:00、UTC+02:00（夏令时）。

## 行政
阿维耶尔河畔多梅夫尔的邮政编码为88390，INSEE市镇编码为88142。

## 政治
阿维耶尔河畔多梅夫尔所属的省级选区为戈尔贝县。

## 人口

1962-2008年间阿维耶尔河畔多梅夫尔人口变化图示

阿维耶尔河畔多梅夫尔于2022年1月1日时的人口数量为433人。